# Cheilosia albipila
Espèce
Cheilosia albipila est une espèce d'insectes diptères brachycères de la famille des Syrphidae.